# Лавова лампа

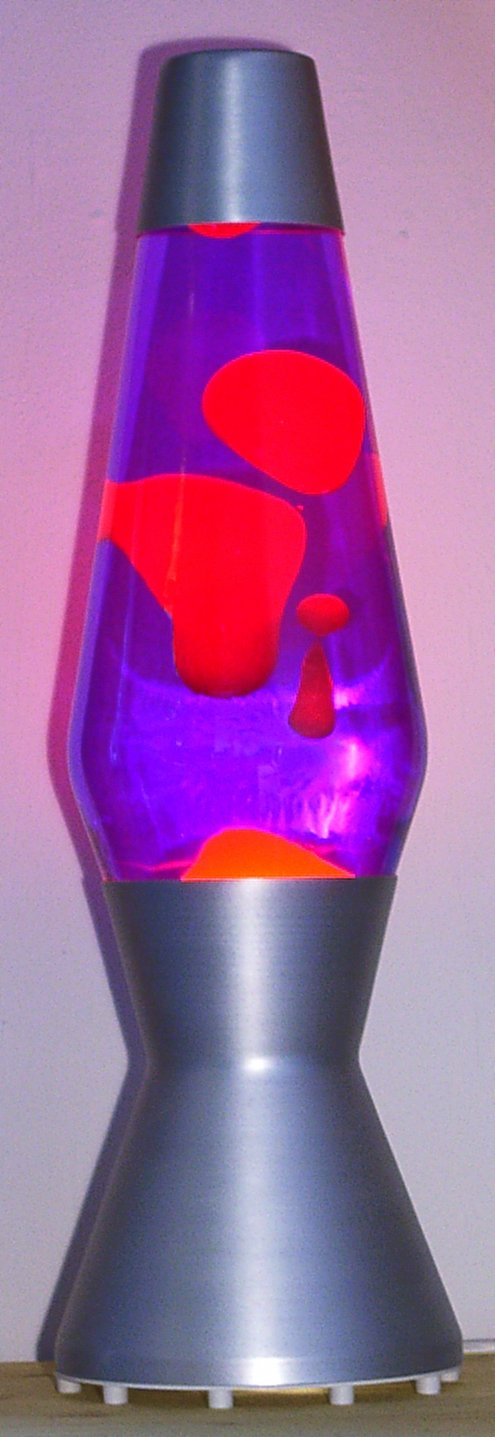

Лавова лампа — декоративний світильник у вигляді прозорої скляної місткості (зазвичай циліндр) з прозорою олією і напівпрозорим парафіном, внизу яких розташована Лампа розжарення. Лампа нагріває і підсвічує вміст циліндра, при цьому відбувається лавоподібне переміщення парафіну в олії. Ефект заснований на тому, що при звичайній температурі парафін трохи важчий за олію (і тоне в ній), а при незначному нагріванні він стає легший і спливає. Винайдена в 1960-х роках, випускається та використовується для прикраси приміщень.

## Історія
Освітлювальний пристрій, відомий під назвою «лавова лампа», було винайдено англійцем Едвардом Крейвеном Волкером (англ. Edward Craven Walker) в 1960-х роках. Заявка на патент була подана в 1965 році, і в 1968-му була підтверджена. Компанія Волкера називалася «Crestworth» і була заснована в Пулі (Велика Британія).

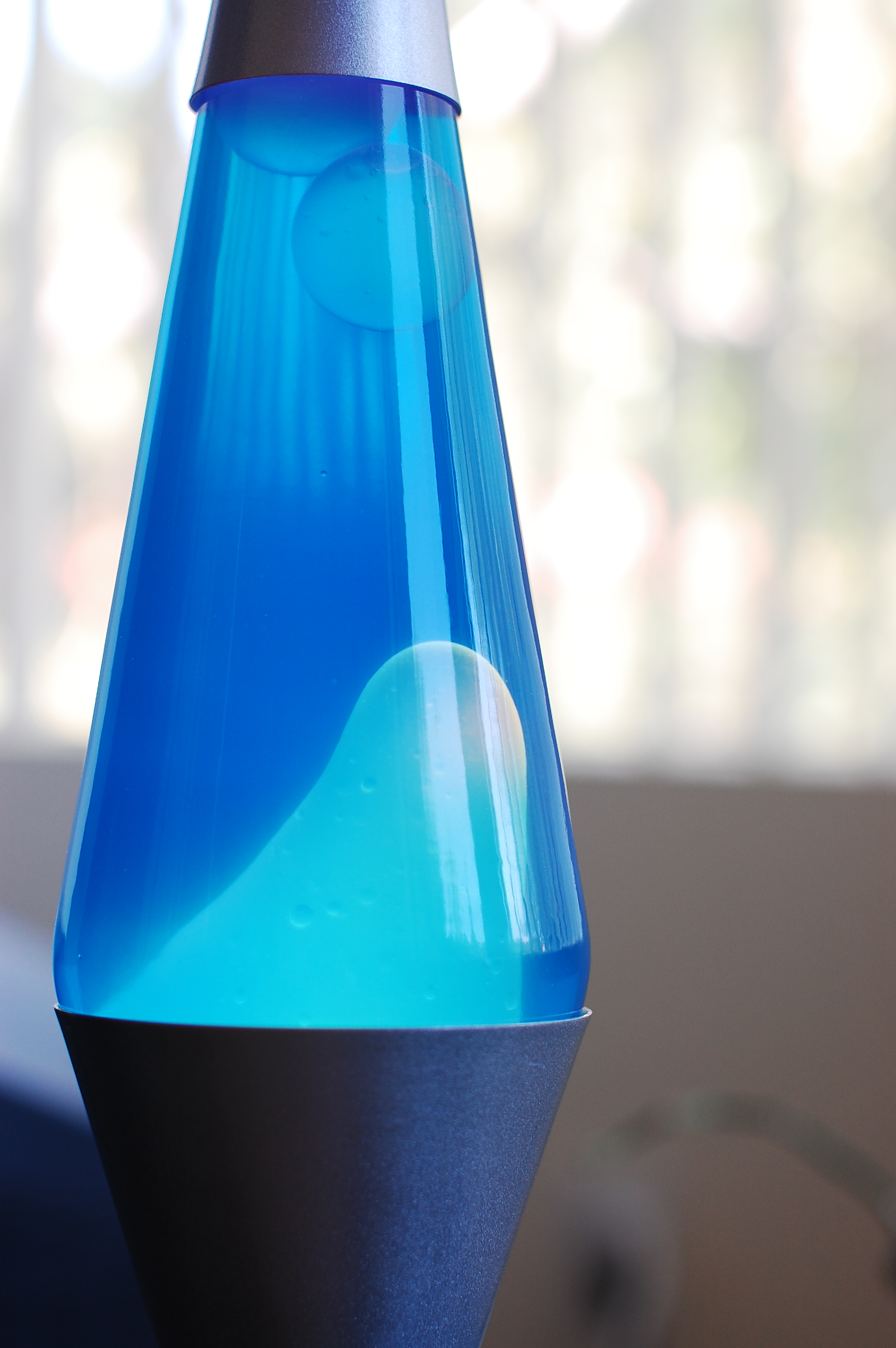
Лавова лампа блакитного кольору

Волкер назвав лампу Astro і випустив кілька різновидів світильника, таких як Astro Mini і Astro Coach. Він представив свій винахід публіці на торговому ярмарку в Брюсселі в 1965 році, де вона потрапила на очі підприємцю Адольфу Вертхеймеру (англ. Adolph Wertheimer). Вертхеймер і його партнер по бізнесу, Гай Спектор (англ. Hy Spector) викупили права на користування продуктом в Америці і стали торгувати ним під маркою Lava Lite, заснувавши корпорацію Lava Simplex International, вперше зв'язавши слово «лава» з лампами цього типу.
Вертхеймер відійшов від подальшої розробки продукту, в той час, як Спектор вирушив налагоджувати виробництво Lava Lite на своєму заводі в Чикаго в середині 60-х років. До середини 70-х років лампи мали загальнонаціональний успіх, ставши одним із символів 60-х. Постійно мінливі химерні форми і яскраві кольори цього світильника порівнювали з ефектом від популярних психоделічних препаратів, зокрема ЛСД. Lava Simplex International також виробляла такі продукти як Wave Machine, Gem Light, Timette Wall Clock і Westminster Grandfather Clock.
У 1986 році Гай Спектор продав Lava Simplex International Едді Шелдону (англ. Eddie Sheldon) і Ларрі Гаґґерті (англ. Larry Haggerty) з компанії Haggerty Enterprises. Haggerty Enterprises продовжила виробництво і продаж лінійки лавових ламп в США під маркою Lavaworld.
Назва Lava lamp (лавова лампа) широко використовувалося для опису такого типу світильників, але Lavaworld оголосила його використання порушенням торгової марки. Трохи пізніше Lavaworld закрила лінії в США і перенесла виробництво в Китай.
В 1990-х роках Волкер, який володів правами на свій винахід в Англії та Західній Європі, продав їх Крессиду Грейнджеру (англ. Cressida Granger), чия компанія Mathmos продовжує виробництво лавових ламп і подібних їм товарів і донині на фабриці в Пулі, там, де вони були виготовлені вперше.
У 2002 році американське місто Соуп-лейк оголосило попередні плани з будівництва найбільшого у світі декоративного світильника Лавова лампа (60 футів у висоту), як туристичної пам'ятки.